# Nyáregyháza
Nyáregyháza é uma vila da Hungria, situada no condado de Peste. Tem 32,01 km² de área e sua população em 2019 foi estimada em 3.727 habitantes.